# Kangdi
Kangdi foi um Chinês da Dinastia Jin Ocidental, conhecida por Período de Desunião. Reinou entre 343 e 344, foi antecedido no trono pelo Imperador Chengdi, e seguido pelo Imperador Mu Di. 